# Vladimir Nikolaevič Orlov
Principe Vladimir Nikolaevič Orlov, (in russo: Орлов, Владимир Николаевич) (12 gennaio 1869 – Samois-sur-Seine, 29 agosto 1927), è stato un generale russo.

## Biografia
Era il secondogenito di Nikolaj Alekseevič Orlov, e di sua moglie, Ekaterina Nikolaevna Trubeckoja, figlia del principe Nikolaj Ivanovič Trubeckoj.

## Carriera
Nel 1889 intraprese la carriera militare, entrando nel reggimento di cavalleria. Fu nominato Capo della cancelleria militare dello zar nel 1906. Lavorando a stretto contatto con il sovrano, riuscì a conquistare la sua fiducia. Fiducioso nel suo giudizio e nella sua devozione illimitata, Nicola II lo consultava spesso sui temi più svariati.
Partecipò alle Olimpiadi estive 1900 nello sport equestre.
Il rapporto tra il sovrano e Orlov si rafforzò durante il mese di gennaio del 1905, a San Pietroburgo, durante la prima rivoluzione. Da allora, l'imperatore non si separava mai dal suo fedele servitore, che lo accompagnò ovunque e servì volontariamente come autista personale per la famiglia imperiale. Diventò un consulente fidato e confidente. Egli ha espresso un parere negativo su Rasputin.
Accompagnò lo zar nei suoi viaggi in Francia.
Il 21 agosto 1915 Nicola II decise di assumere il comando supremo dell'esercito, Orlov venne mandato nel Caucaso, una posizione amministrativa di alto livello, vicino a Nikolaj Nikolaevič Romanov, comandante e viceré della provincia del Caucaso. Viene rimosso dal suo incarico per motivi di salute, il 31 marzo 1917. Alla fine del 1917 emigrò in Francia.

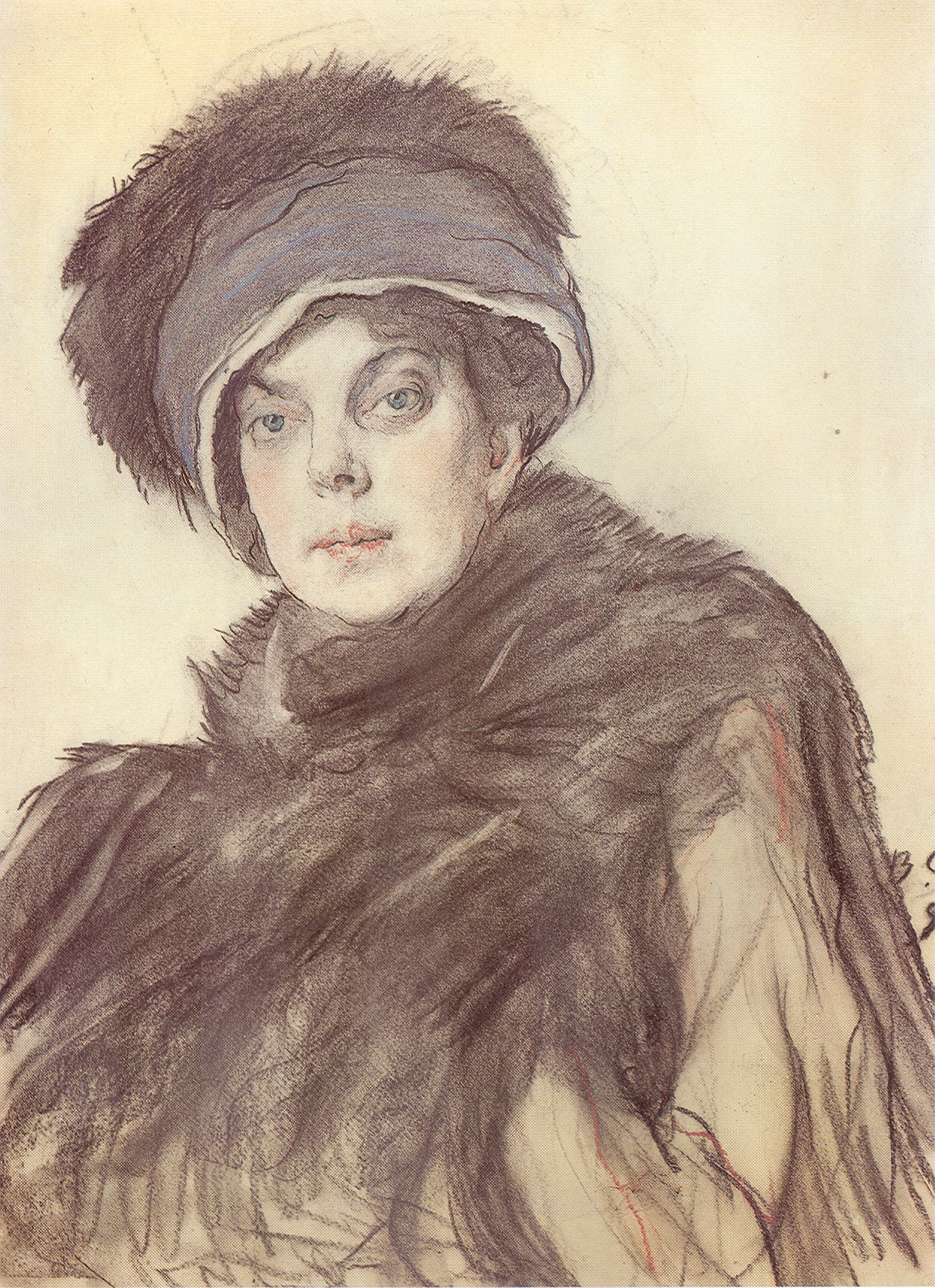
Ritratto della principessa Ol'ga Kostantinovna Belosel'skaja-Belozerskaja

## Matrimoni

### Primo Matrimonio
La sua prima moglie era la principessa Ol'ga Kostantinovna Belosel'skaja-Belozerskaja (1874-1923), figlia del principe Kostantin Ėsperovič Belosel'skij-Belozerskij, nota per essere stata la donna più elegante di San Pietroburgo. Ebbero un figlio:
- Nikolaj Vladimirovič (1896-1961)

### Secondo Matrimonio
La sua seconda moglie era la contessa Elizabeth A. Lueders-Weimar (1883-1969).

## Morte
Fondò a Berlino nel 1922, con il duca Georgij Nikolaevič di Leuchtenberg, lo scrittore Sergej Alekseevič Sokolov-Kretchetov, Aleksandr Valentinovič Ampiteatrov, Pëtr Nikolaevič Krasnov, la Confraternita della Verità russa, un'organizzazione anti-comunista che mirava a rovesciare il governo sovietica e ripristinare la monarchia.
Morì il 29 agosto 1927 nella sua tenuta a Bellefontaine, a Samois-sur-Seine, dove si ritirò dopo la rivoluzione russa.